# شبكات باراماونت المملكة المتحدة وأستراليا
شبكات باراماونت المملكة المتحدة وأستراليا (بالإنجليزية: Paramount Networks UK & Australia)‏ هي شركة تابعة لباراماومنت الدولية. تم إطلاق الوحدة في عام 2020 ومقرها في لندن، إنجلترا، مع مكتب محلي في سيدني، أستراليا.
تعمل في المملكة المتحدة، أيرلندا، أستراليا ونيوزيلندا.

## قنوات
- تشانيل 5 (فقط في المملكة المتحدة)
  - 5 سيليكت
  - 5 يو إس أي
  - شبكة باراماونت
  - تين نيتورك هولدينغز
- شبكة تن
  - آي تي في ملبورن
    - تين سيدني
    - تي في كيو بريزبان
    - آي دي أس أديلايد
    - نيو برث

  - 10 بيتش
  - 10 بولد
  - 10 إتش دي
  - 10 بلاي
  - 10 دايلي
  - 10 أول أكسيز
- نيكلوديون (المملكة المتحدة وأيرلندا)
  - نيكجونيور
  - نيكجونيور 2
  - نيكتونز
- إم تي في (المملكة المتحدة وأيرلندا)
  - كلوب إم تي في
  - إم تي في بيس
  - إم تي في كلاسيك
  - إم تي في هيتس
  - إم تي في ميوزك
  - إم تي في روكس
  - إم تي في أو إم جي